# Sd.Kfz. 7
 (juillet 2018).
Le Sd.Kfz. 7 (Sonderkraftfahrzeug 7) était une autochenille (halftrack en anglais) utilisée au cours de la Seconde Guerre mondiale par la Wehrmacht.
Le développement du Sd.Kfz. 7 remonte à une demande émise en 1934 pour la création d’un half-track de huit tonnes (7,87 tonnes). Le véhicule fit sa première apparition en 1938, et était destiné à servir essentiellement de tracteur pour le canon antiaérien Flak de 88 mm. Il pouvait transporter jusqu’à huit hommes et une importante quantité de matériel, ainsi que tracter jusqu’à huit tonnes. En général, il était équipé d’un treuil. Il fut généralement considéré comme très utile.
Il servit de base à la conception du Sd.Kfz. 251, et fut également aménagé comme plateforme antiaérienne (Sd.Kfz. 7/1 et Sd.Kfz. 7/2), et comme véhicule d’observation et de commandement pour les batteries de V2 (Vergeltungswaffe 2) (Feuerleitpanzer auf Zugkraftwagen 8t).
Il suscita l'intérêt des Britanniques, l'entreprise Vauxhall voulut en réaliser une copie : le Bedford Tractor BT6 Traclat (pour Tracked Light Artillery Tractor), dont six prototypes ont été terminés en 1945.

## Modèles
Sd.Kfz. 7Autochenille Sd.Kfz. de base
Sd.Kfz. 7/1Sd.Kfz. 7 armé d’un canon Flakvierling 38 L/112.5 de 20 mm (2-cm Flak 30/38/Flakvierling)
Sd.Kfz. 7/2Sd.Kfz. 7 armé d’un canon Flak 36 ou Flak 37 L/98 de 37 mm.
Feuerleitpanzer auf Zugkraftwagen 8tPoste d’observation et de commandement pour les lancements de fusées V2.

## Utilisateurs
Reich allemand
 Union soviétique - Deux m.Zgkw.8t (KM m 11) ont été exportés vers l'Union soviétique en juillet 1940. Les numéros Fgst. étaient 12240 et 12242.
 Slovaquie - Six m.Zgkw 8t (KM m 11) ont été fournis à l'armée slovaque à la mi-1943. Les Fgst.Nr étaient 13599 à 13604.
 Empire du Japon - Le 24 février 1944, le Japon a signé un accord pour l'achat de cinq m.Zgkw.8t.
 Hongrie - Le 29 février 1944, la Hongrie a reçu 3 m.Zgkw.8t.
 Brésil - Le 28 juillet 1939, le Brésil a signé un contrat avec Krauss-Maffei pour la fourniture de 32 tracteurs d'artillerie 8t pour tracter le 88 mm FlaK. Cinq d'entre eux ont été livrés pour expédition à la mi-1940 mais ne sont arrivés à Rio de Janeiro qu'à la fin de 1941.
 Royaume-Uni - En octobre 1945, plus de 30 m.Zgkw.8t ont été achevés et livrés aux forces d'occupation britanniques.
 Royaume d'Italie - Breda 61